# ماجراهای مدرسه
ماجراهای مدرسه (انگلیسی: A Day at School) یک فیلم صامت کوتاه کمدی است که در سال ۱۹۱۶ منتشر شد. از بازیگران این فیلم می‌توان به اولیور هاردی، برت تریسی و بیلی روژ اشاره کرد.